# Sagraea lanceifolia
Sagraea lanceifolia är en tvåhjärtbladig växtart som först beskrevs av Ignatz Urban, och fick sitt nu gällande namn av Brother Alain. Sagraea lanceifolia ingår i släktet Sagraea och familjen Melastomataceae. Inga underarter finns listade i Catalogue of Life.